# Препон, Лора
Ло́ра Препо́н (англ. Laura Prepon; род. 7 марта 1980 года, Уотчанг, Нью-Джерси, США) — американская актриса, режиссёр и сценаристка. Наиболее известна по роли Алекс Воуз в сериале «Оранжевый — хит сезона» (2013—2019) и Донны Пинсиотти в ситкоме «Шоу 70-х» (1998—2006).

## Жизнь и карьера
Препон родилась в Уотчанге, штат Нью-Джерси, младшей из пятерых детей в семье русских евреев и ирландских католиков. В 1995 году она начала свою телевизионную карьеру, а в дополнение также работала моделью в Париже, Милане и Бразилии.
С 1998 по 2006 год, Препон исполняла роль Донны Пинсиотти в ситкоме Fox «Шоу 70-х». В период съемок в шоу, она также появилась в нескольких кинофильмах, наиболее значимый из которых «Карла», где она сыграла роль Карлы Хомолка. Вскоре после завершения шоу, она получила ведущую роль в драматическом сериале ABC «Дорога в осень». Шоу было закрыто после двух коротких сезонов в 2008 году.
Препон появилась в эпизодах многих сериалов после закрытия «Шоу 70−х», таких как «Доктор Хаус», «Как я встретил вашу маму» и «Касл», а также снималась в телефильмах для канала Lifetime. Следующую крупную роль она сыграла лишь в 2012 году, снявшись в провальном ситкоме NBC «Где ты, Челси?». С 2013 по 2019 год Препон играла роль заключённой—лесбиянки и члена международного наркокартеля в сериале Netflix «Оранжевый — хит сезона». Она была членом регулярного состава в первом сезоне и была понижена до периодического статуса во втором. С третьего сезона вновь была повышена до основного состава.

## Личная жизнь
Несколько лет Препон встречалась с актёром Скоттом Майклом Фостером; в 2013 году они расстались.
В октябре 2016 года Препон объявила о помолвке с актёром Беном Фостером. 3 июня 2018 года они поженились. У супругов есть двое детей — дочь Элла Фостер (род. в августе 2017 года) и сын (род. в феврале 2020 года). В 2018 году Препон прервала беременность на 16-й неделе после того, как ребёнку был поставлен диагноз «кистозная гигрома», из-за чего у него перестали развиваться мозг и кости, а беременность стала опасной для её здоровья.
Препон — саентолог.

## Фильмография

### Фильмы
| Год  | Название на русском      | Название на английском         | Роль            | Примечания                    |
| ---- | ------------------------ | ------------------------------ | --------------- | ----------------------------- |
| 2001 |                          | Southlandeer                   | Семь равно пяти |                               |
| 2002 | Чуваки                   | Slackers                       | Рина            |                               |
| 2004 | Светлячок                | Lightning Bug                  | Энгевин         | Также исполнительный продюсер |
| 2004 | Порнограф: История любви | The Pornographer: A Love Story |                 |                               |
| 2006 | Карла                    | Karla                          | Карла Хомолка   |                               |
| 2006 | Приходи пораньше         | Come Early Morning             | Ким             |                               |
| 2007 | Избранный                | The Chosen One                 | Рэйчел Крус     | Озвучивание                   |
| 2012 | Фортуна Вегаса           | Lay the Favorite               | Холли           |                               |
| 2012 | Кухня                    | The Kitchen                    | Дженнифер       |                               |
| 2016 | Девушка в поезде         | The Girl on the Train          | Кэти            |                               |
| 2017 | Герой                    | The Hero                       | Шарлотт Дилан   |                               |

### Телевидение
| Год       | Название на русском      | Название на английском  | Роль                | Примечания |
| --------- | ------------------------ | ----------------------- | ------------------- | --- |
| 2004      | Царь горы                | King of the Hill        | Эйприл              | Эпизод: «Talking Shop», озвучивание |
| 2005      | Роман с невестой         | Romancing the Bride     | Мелисса             | Телефильм |
| 1998—2006 | Шоу 70-х                 | That '70s Show          | Донна Пинсиотти     | Регулярная роль, 201 эпизод Номинация — Премия «Молодой актёр» за лучший актёрский состав (1999) Номинация — Teen Choice Award за лучший прорыв года (1999) Номинация — Teen Choice Award за лучшую женскую роль в комедийном сериале (2002) |
| 2007—2008 | Дорога в осень           | October Road            | Ханна Джейн Дэниелс | Регулярная роль, 19 эпизодов |
| 2009      | В простом виде           | In Plain Sight          | Лорен Хефферман     | Эпизод: «A Frond in Need» |
| 2010      | Медиум                   | Medium                  | Кира Хадак          | Эпизод: «How to Beat a Bad Guy» |
| 2010      | Доктор Хаус              | House                   | Фрэнки              | Эпизод: «Private Lives» |
| 2009—2010 | Как я встретил вашу маму | How I Met Your Mother   | Карен               | 3 эпизода |
| 2011      | Касл                     | Castle                  | Натали Родс         | Эпизод: «Nikki Heat» |
| 2011      | Любовь кусается          | Love Bites              | Алекс               | Эпизод: «Keep on Truckin'» |
| 2011      | Убийственная игра        | The Killing Game        | Ева Дункан          | Телефильм |
| 2012      | Где ты, Челси?           | Are You There, Chelsea? | Челси Ньюман        | Регулярная роль, 12 эпизодов |
| 2012      | Мужчины в деле           | Men at Work             | Ханна               | Эпизод: «Plan B» |
| 2013—2019 | Оранжевый — хит сезона   | Orange Is the New Black | Алекс Воуз          | Регулярная роль Премия «Спутник» за лучший актёрский состав в телесериале (2014) Премия «Спутник» за лучшую женскую роль второго плана на телевидении (2014)                                                                                 |